# 堀坂山
堀坂山（ほっさかさん・ほっさかやま）は、三重県松阪市にある山である。標高は757m。
局ヶ岳、白猪山とともに「伊勢三山」または「伊勢の三つ星」と呼ばれ、また「伊勢富士」の別名を持つ。堀坂峠を挟んで標高606mの観音山が隣接しており、どちらも気軽に登れるためハイキングコースとして親しまれている。

## 堀坂山の家
堀坂山の家は、三重県松阪市与原町1015番地1にある公共施設。1978年（昭和53年）に廃校となった松阪市立与原小学校を松阪市が2300万円かけて改修し、1979年（昭和54年）6月1日に約100人が出席して開所式が挙行された。木造平屋建て679m2で最大80人が宿泊することができる。少年団や老人会などの地元組織のほか、会社などの団体の利用がある。